# Bourse intermusculaire glutéale
Les bourses intermusculaires glutéales sont deux ou trois bourses synoviales du membre inférieur situées au niveau de la cuisse.

## Description
Les bourses intermusculaires glutéales s'intercalent entre le tendon du muscle grand glutéal et la ligne âpre.